# Untergasse 12 (Biel)

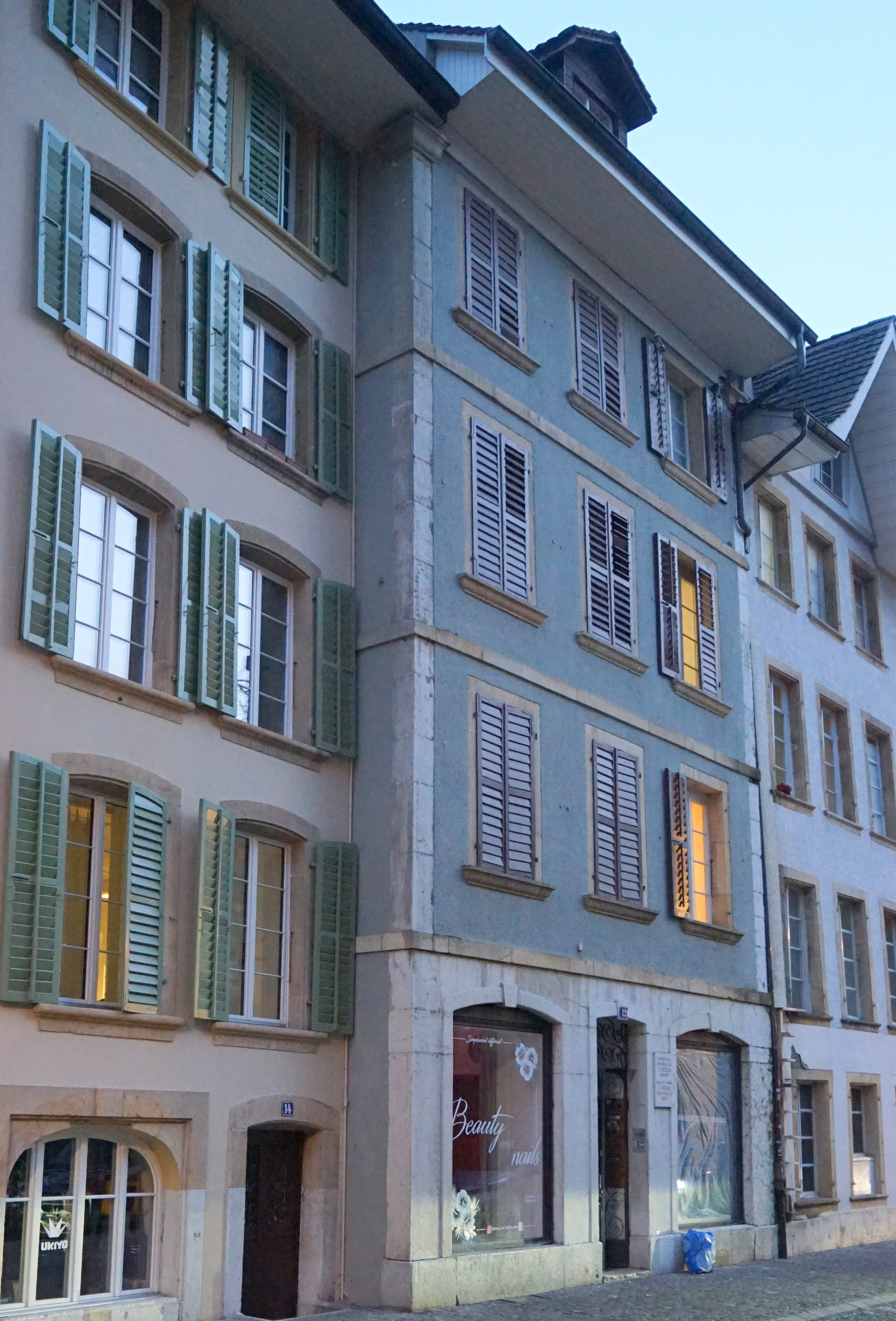
Gassenseitige Ansicht des Hauses, 2022

Das Haus Untergasse 12 in Biel (französisch Bienne) im Kanton Bern in der Schweiz ist ein klassizistischer Bau aus den 1830er Jahren. Eine Gedenktafel erinnert an den Aufenthalt von Jean-Jacques Rousseau im Vorgängerbau.

## Lage
Das Bauwerk liegt an der Untergasse (Rue Basse) im Quartier Altstadt (Vieille ville). Der rückwärtige Anbau liegt an der Kanalgasse «33». Benachbart sind das um 1750 erbaute ehemalige französische Pfarrhaus mit der Nummer «10» und ein spätmittelalterliches Wohnhaus mit der Nummer «14». Oberhalb liegt die reformierte Stadtkirche. Entlang der Kanalgasse wurden neuzeitliche Geschäfts- und Gewerbebauten errichtet.

## Geschichte

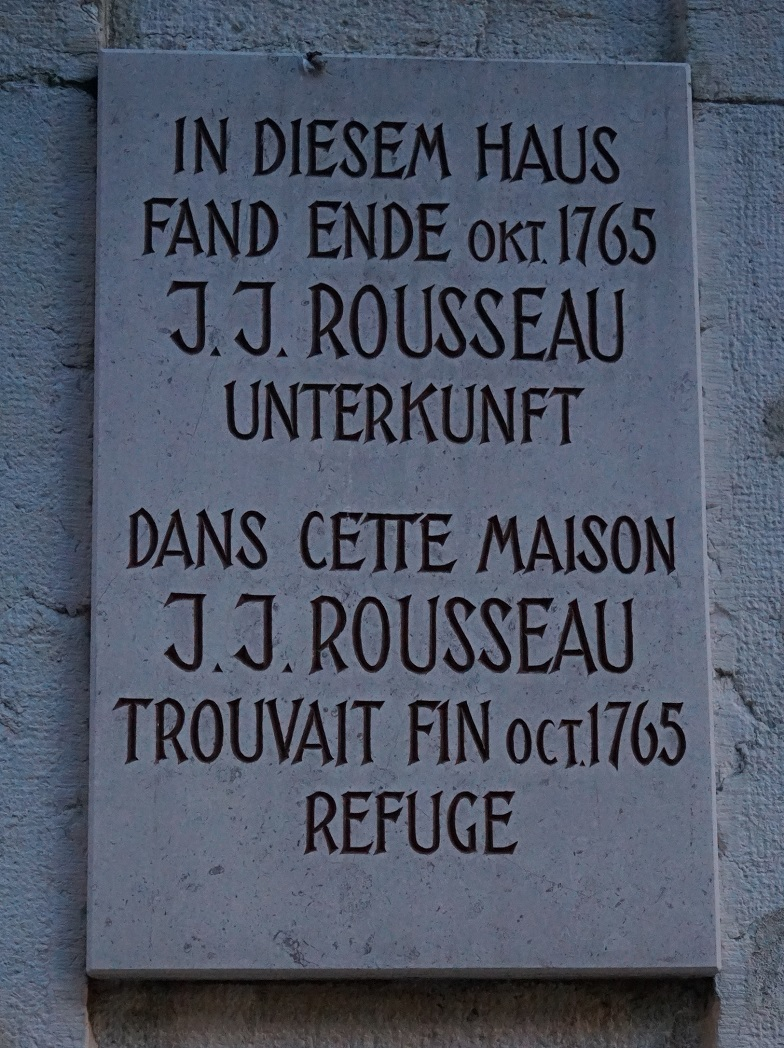
Gedenktafel am Eingang des Hauses

Das Wohnhaus wurde nach 1832 vermutlich «weitgehend neu erbaut». Es erstreckt sich über zwei Parzellen, auf denen schmale, hohe Häuser aus dem Spätmittelalter standen – zwei vergleichbare Häuser sind die Nummern «16» und «18». Ende Oktober 1765 wohnte Jean-Jacques Rousseau  wenige Tage im dritten Stock des in den 1830er Jahren abgebrochenen Hauses. Eine zweisprachige Gedenktafel erinnert an seinen Aufenthalt: «In diesem Haus | fand Ende Okt. 1765 | J. J. Rousseau | Unterkunft || Dans cette maison | J. J. Rousseau | trouvait fin oct. 1765 | refuge» (in Grossbuchstaben).
Das Haus wurde 2003 als «schützenswert» in das «Bauinventar» der Denkmalpflege des Kantons rechtswirksam aufgenommen. Das «schöne Haus ist ein wichtiges Element im Strassenzug». Kulturgüter-Objekte der «Kategorie C» wurden (Stand: September 2023) noch nicht veröffentlicht.

## Beschreibung
Das Gebäude ist ein «stattlicher» klassizistischer Putzbau mit vier Geschossen und drei Fensterachsen. Die «klare» Fassade zur Untergasse wird von Lisenen gerahmt. Die Geschossgesimse sind flach, aber kräftig ausgeführt. Die Fensterbänke mit  Karniesprofilen sind aus Hauterivestein gefertigt. Die Fenster haben Läden und ihre alte Teilung. Die Ladenfront des  «gute» Erdgeschosses ist in weissem Jurakalkstein ausgeführt. Die grossen Fenster und der schmale, zentrale Eingang werden durch Stichbögen abgeschlossen. Die Rückseite wird durch zwei «Lauben» geprägt.  Der traufständige Bau trägt ein Satteldach, die beiderseitigen Dachgauben sind jüngeren Datums.
Bei Veränderungen kann die vorgeschriebene Bauuntersuchung Auskunft über die Vorgängerbauten geben. Rückseitig sind Veränderungen mit Auflagen möglich.

## Belege
1. 1 2 3 4 5 6  Denkmalpflege des Kantons Bern: Biel/Bienne, Untergasse 12. In: Bauinventar des Kantons Bern. Kanton Bern, abgerufen am 18. Januar 2024.

Koordinaten: 47° 8′ 28″ N, 7° 14′ 49,7″ O; CH1903: 585474 / 221144